# La Péniche du bonheur
Pour plus de détails, voir Fiche technique et Distribution.
La Péniche du bonheur (Houseboat) est un film américain de Melville Shavelson sorti en 1958.

## Synopsis
À la mort de sa femme dont il s'était éloigné, Tom Winters (Cary Grant) décide de s'occuper de l'éducation de ses trois jeunes enfants qu'il connaît fort peu. Il les emmène à Washington D. C. mais ceux-ci, habitués à la campagne, ont du mal à se faire à cette nouvelle vie avec un père qui ne sait pas comment s'y prendre. Un des enfants fait une fugue et est retrouvé par Cinzia (Sophia Loren), fille d'un célèbre chef d'orchestre italien. Winters la prend pour une pauvresse et lui propose une place de bonne…

## Commentaire
Comédie familiale typique des années 1950 avec chanson, le film est une sorte de classique oublié, au ton doux-amer avec happy end.

## Fiche technique
- Titre original : Houseboat
- Réalisation : Melville Shavelson

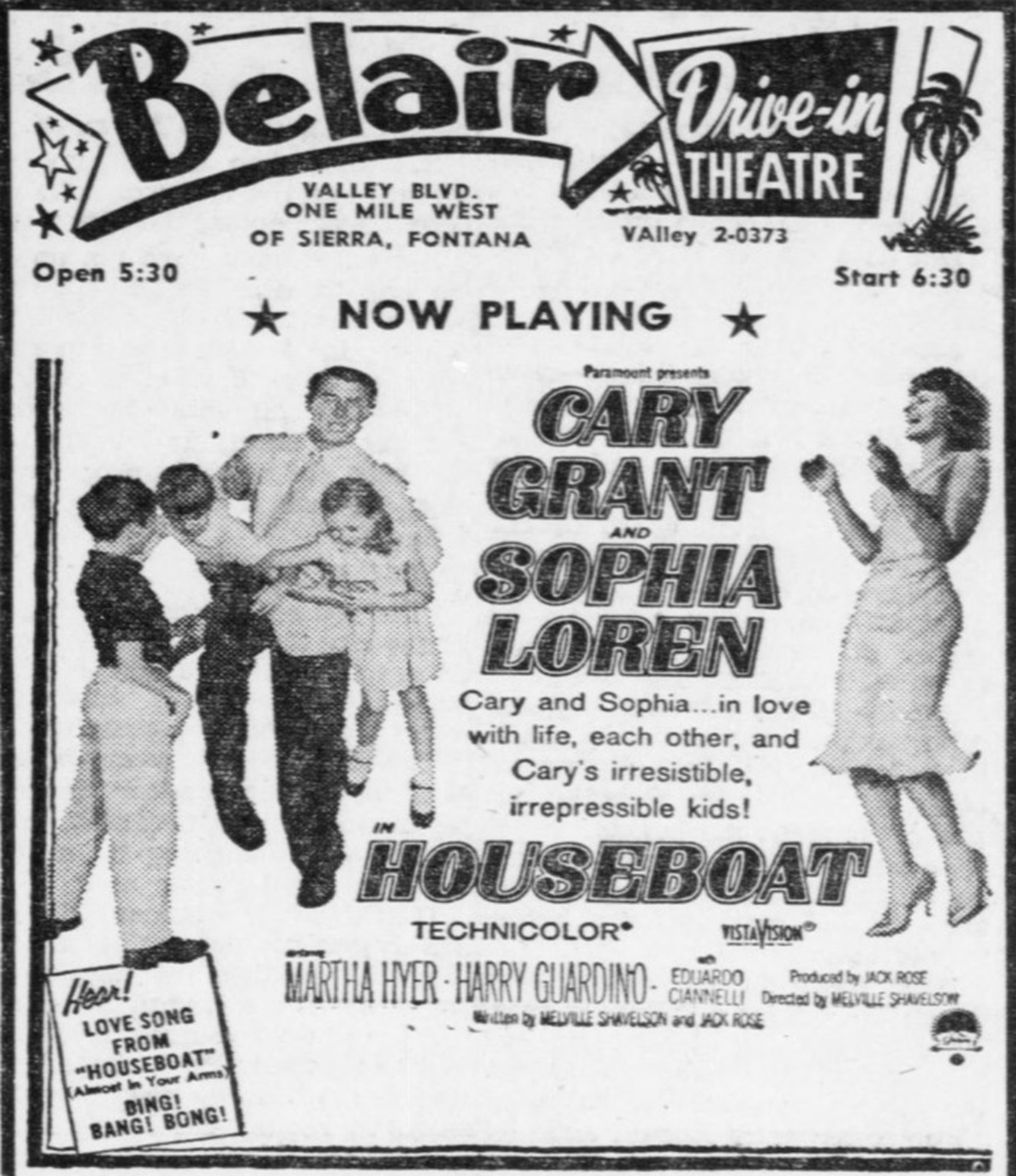
Affiche américaine du film.

- Scénario : Melville Shavelson et Jack Rose
- Producteurs : Jack Rose et Hal C. Kern (associé)
- Société de production : Paramount Pictures
- Musique et chansons : George Duning, Ray Evans et Jay Livingston
- Directeur de la photographie : Ray June
- Montage : Frank Bracht
- Costume : Edith Head
- Direction artistique : John B. Goodman et Hal Pereira
- Décorateur de plateau : Sam Comer et Grace Gregory
- Langue : anglais, italien
- Format : Couleurs (Technicolor) - Son : Mono (Westrex Recording System)
- Durée : 110 minutes
- Date de sortie : 
  - États-Unis : 19 novembre 1958
  - France : 2 octobre 1959
- Affiche : Enzo Nistri (Italie)

## Distribution
- Cary Grant  (V.F : Jean Davy) : Tom Winters
- Sophia Loren  (V.F : Anne Caprile) : Gina/Cinzia Zaccardi
- Martha Hyer  (V.F : Monique Mélinand) : Carolyn Gibson
- Harry Guardino  (V.F : Serge Lhorca) : Angelo Donatello
- Eduardo Ciannelli : Arturo Zaccardi (le père de Gina)
- Murray Hamilton (V.F : Marc Cassot) : Alan Wilson
- Mimi Gibson : Elizabeth Winters
- Paul Petersen : David Winters
- Charles Herbert : Robert Winters
- Madge Kennedy : Mrs. Farnsworth
- John Litel  (V.F : Louis Arbessier) : William Farnsworth
- Werner Klemperer : Harold Messner
- Mary Forbes  (V.F : Hélène Tossy) : Une dame de la société anglaise
- William Remick  (V.F : Maurice Dorléac) : Juge de paix
- Kathleen Freeman  (V.F : Marie Francey) : Femme à la blanchisserie automatique
- Barbara Steele (non créditée)